# Universidad Provincial de Córdoba
La Universidad Provincial de Córdoba es una universidad pública argentina administrada por el estado provincial. Cuenta con cuatro facultades:  Arte y Diseño, Educación y Salud, Turismo y Ambiente y Educación Física.

## Historia
Fue creada en 2007 durante el gobierno de José Manuel de la Sota. En su ley de creación se estipuso que integre los terciarios que en ese momento dirigía la provincia: Profesorado de Educación Física, Bellas Artes, Conservatorio de Música, de Turismo, Escuela de Artes Aplicadas, de Cerámica,  y la Integral de Teatro.

## Gobierno y gestión
Las autoridades actuales son:
- Rectora: Esp. María Julia Oliva Cúneo
- Vicerrector: Ab. Daniel Artaza
- Secretario Académico y de Posgrado: Mgter. Jorge Jaimez
- Secretario de Extensión: Dr. Gonzalo Pedano
- Secretario de Coordinación y Asuntos Legales: Ab. Juan Valfré
- Secretario de Bienestar Estudiantil y Graduados: Prof. Enzo Valzacchi
- Secretario de Administración y Recursos Humanos: Cdor. Marcelo Cuello
- Secretaria de Ciencia, Arte y Tecnología: Dra. Alicia Olmos

## Facultades
La UPC se encuentra formada por cuatro facultades:
| Facultad                       | Institutos Fundantes |
| ------------------------------ | --- |
| Facultad de Arte y Diseño      | - Escuela Superior de Artes Aplicadas “Lino E. Spilimbergo” - Escuela Superior de Bellas Artes “Dr. José Figueroa Alcorta” - Conservatorio Superior de Música “Félix T. Garzón” - Escuela Superior de Cerámica “Fernando Arranz” - Escuela Superior Integral de Teatro “Roberto Arlt” |
| Facultad de Educación y Salud  | - Instituto de Educación Superior “Dr. Domingo Cabred” |
| Facultad de Turismo y Ambiente | - Escuela Superior de Turismo y Hotelería “Marcelo Montes Pacheco” |
| Facultad de Educación Física   | - Instituto Provincial de Educación Física – IPEF |